# NGC 61A
NGC 61A és una galàxia lenticular localitzada a la constel·lació dels Peixos.